# Gouméra
Gouméra es una comuna o municipio del círculo de Kayes de la región de Kayes, en Malí. En abril de 2009 tenía una población censada de 3821 habitantes.
Se encuentra ubicada al oeste del país y al noroeste de la región de Kayes, en la zona climática del Sahel, y cerca de la frontera con Senegal y Mauritania.